# Siida

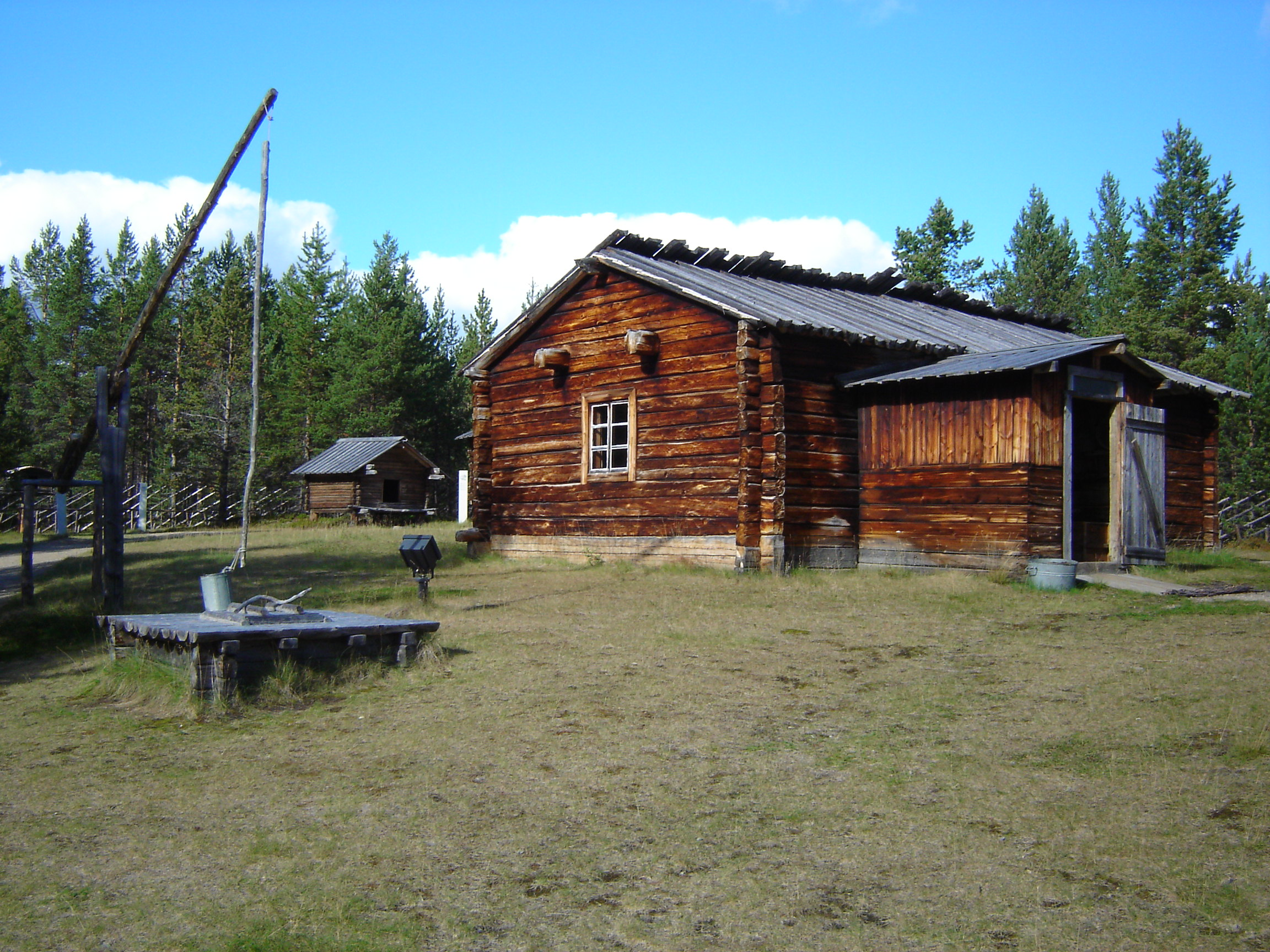
Siida számi múzeum - nyáron

A Siida egy a finnországi Inariban található számi múzeum. A szída eredetileg a számi (lapp) kisfalvakat jelölte. A számi hagyományokon túl a múzeumban kutatóintézet is működik. A múzeum vezetője 2009-ben Tarmo Jomppanen.

## Története
A múzeum ötlete 1959-ből származik, az első épületek 1960-ban készültek el. A múzeum működését kezdetben a számi Szövetség látta el. A múzeum 1963-ban nyílt meg a látogatók számára, és a kezdetek óta szabadtéri múzeumként működik. 1986 óta a múzeumot az azonos nevű számi múzeum működteti.